# Mychajliwka (rejon konotopski)
Mychajliwka (ukr. Михайлівка) – wieś na Ukrainie, w obwodzie sumskim, w rejonie konotopskim, w hromadzie Buryń. W 2001 liczyła 1287 mieszkańców, wśród których 1252 wskazało jako ojczysty język ukraiński, 22 rosyjski, 1 mołdawski, a 12 romski.